# Slavjanka
Slavjanka (russisk: Славя́нка, tr. Slavjánka) er en flod i Leningrad oblast i Rusland. Den er en biflod til Neva, og er 31 km lang, med et afvandingsareal på 230 km².
Slavjanka udspringer i et moseområde omkring 9 km sydvest for byen Pavlovsk, og løber nordøstover mod Pavlovsk, hvor den passerer geennem parkerne som omgiver det store Pavlovsk-palads. Den fortsætter derefter mod nord, og munder ud i Neva i Rybatskoje-området i Sankt Petersborg. Ved mundingen er floden omkring 1,5 meter dyb. Slavjanka er en typisk sletteflod, med meget lav strømhastighed.